# Elektrotehniška in računalniška konferenca
Elektrotehniška in računalniška konferenca (kratica ERK) je mednarodna znanstvena konferenca. Leta 2009  se je zvrstila že osemnajstič. Organizator je slovenska sekcija Inštituta inženirjev elektrotehnike in elektronike (IEEE). Prispevki objavljeni na konferenci so objavljeni tudi v zborniku (ISSN 1581-4572). Teme, ki se obravnavajo na konferenci, se uvrščajo v naslednja področja:
- elektronika
- telekomunikacije
- avtomatika
- simulacije in modeliranje
- robotika
- računalništvo in informatika
- umetna inteligenca
- razpoznavanje vzorcev
- biomedicinska tehnika
- močnostna elektrotehnika
- merilna tehnika
- didaktika